# Концевые аэродинамические поверхности

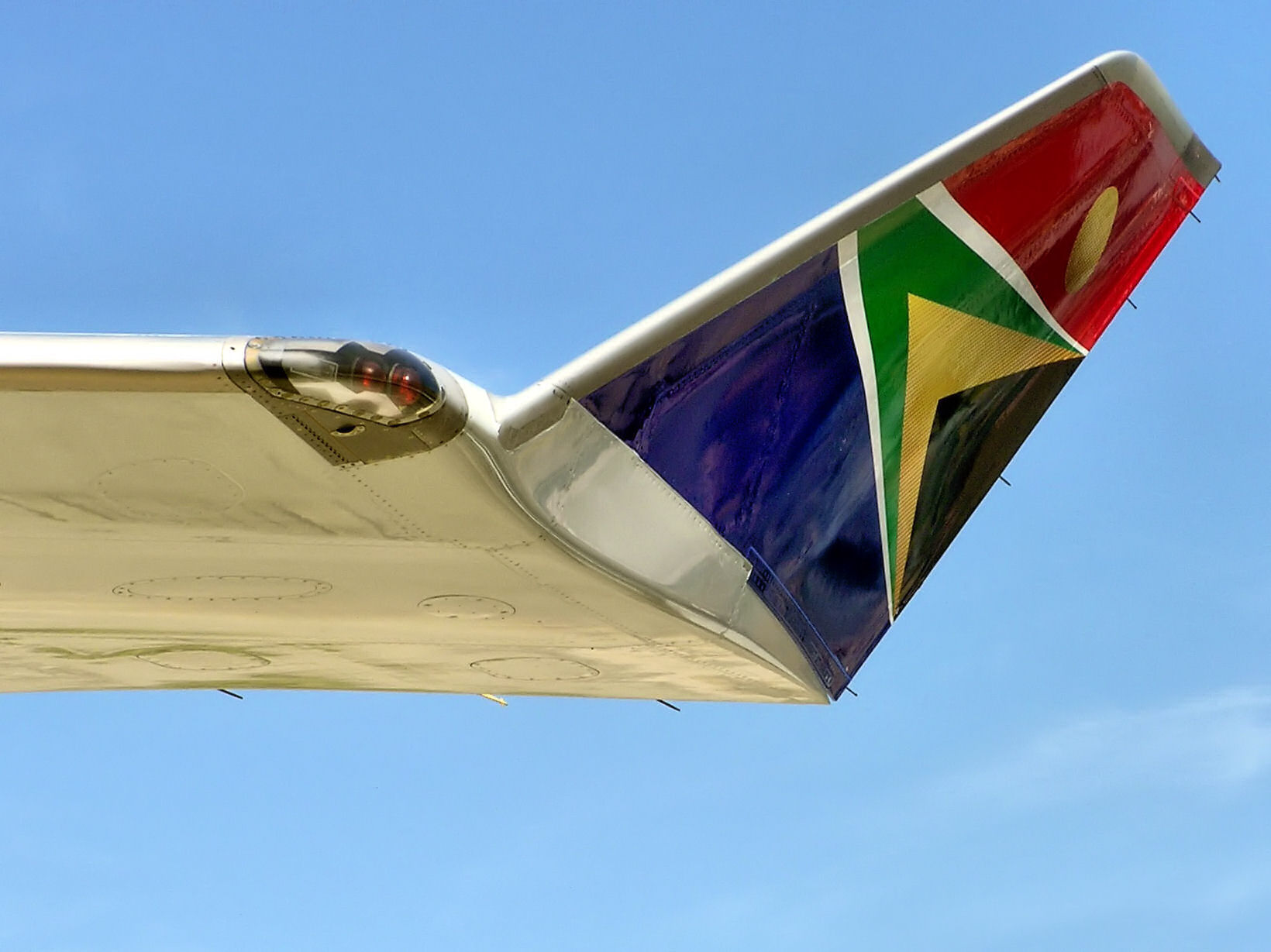
Аэродинамическая законцовка крыла на Boeing 747-400

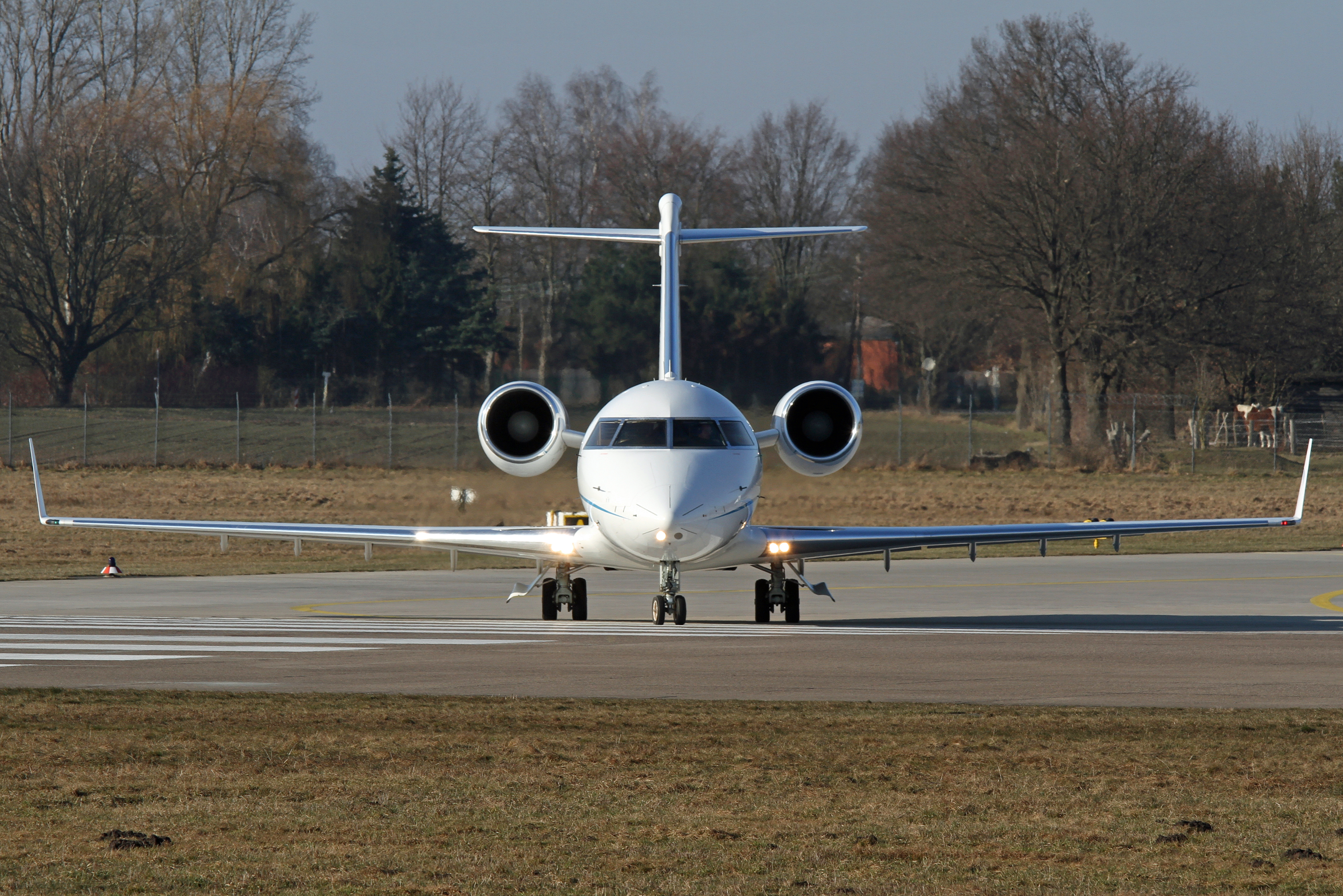
Вид спереди самолёта Bombardier Canadair Regional Jet. Хорошо видны винглеты на плоскостях крыла

Аэродинамические законцовки (концевые крылышки, винглеты (англ. winglet «крылышко»), концевые шайбы или шайбы Уиткомба, даункиллы, шарклеты — небольшие дополнительные элементы на концах плоскостей крыла самолёта в виде крылышек или плоских шайб, которые служат для увеличения эффективного размаха крыла, снижая индуктивное сопротивление, создаваемое срывающимся с конца крыла вихрем и, как следствие, увеличивая подъёмную силу на конце крыла. Также позволяют увеличить удлинение крыла, почти не изменяя при этом его размах. Винглеты увеличивают топливную экономичность у самолётов либо дальность полёта у планёров. В настоящее время одни и те же типы самолётов могут иметь разные варианты законцовок. Например, шарклеты поднимают вверх конец крыла.

## История и развитие

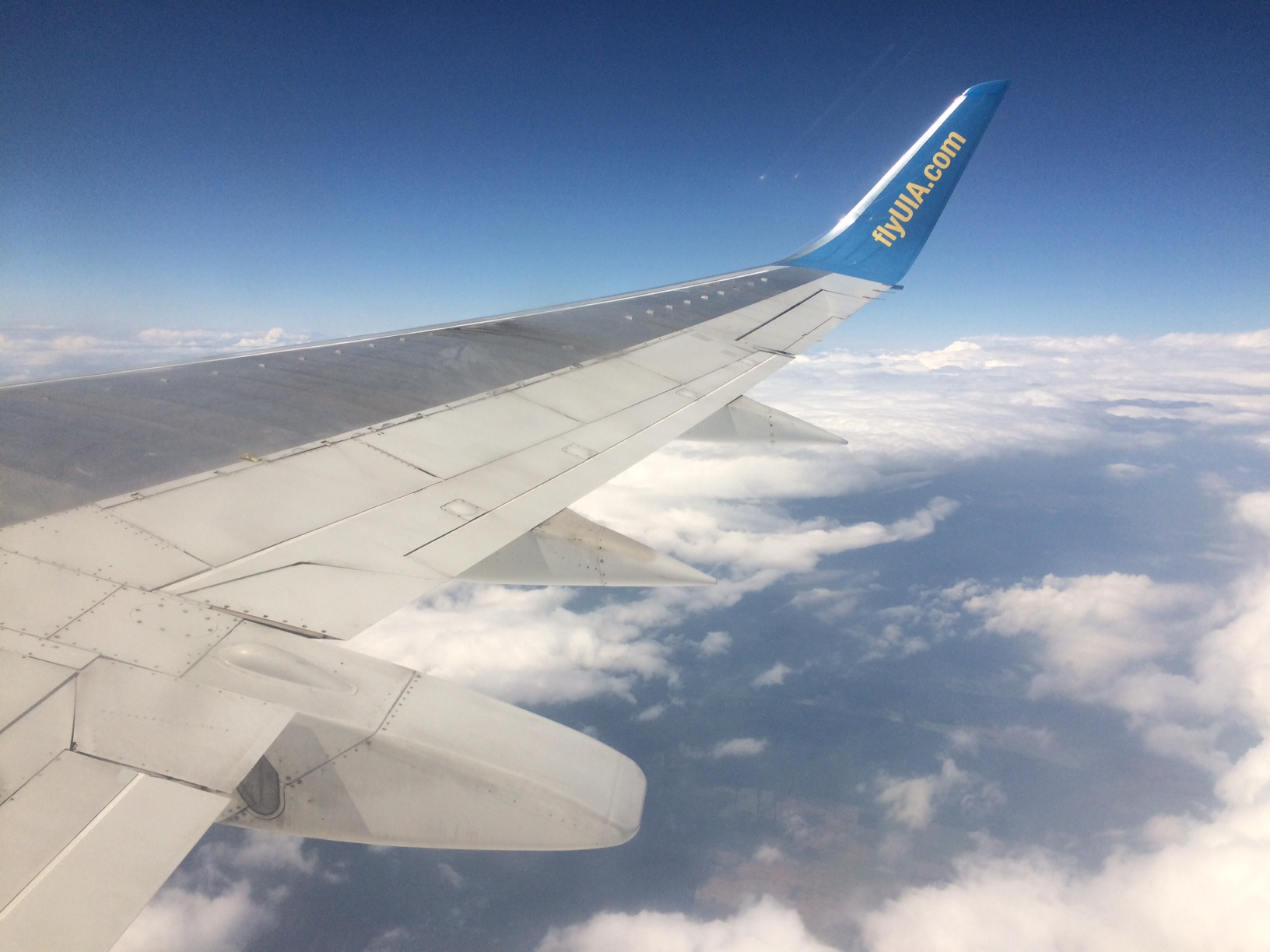
Винглет на крыле Boeing 737-800

Ричард Уиткомб, авиационный специалист и инженер, сотрудник НАСА, был одним из первых исследователей влияния формы законцовок крыла на аэродинамику самолёта. В начале 1970-х гг. он сконструировал законцовку крыла, перпендикулярно распространяющуюся вверх и вниз от плоскости крыла.
На пассажирских самолётах аэродинамические законцовки были впервые применены на Boeing 747-400 выпуска 1985 года. C 2009 года данная конструкция применяется на крыльях среднемагистральных самолётов Airbus A-320.
В начале 1990-х гг. Луи Гратцер, главный специалист по аэродинамике компании Aviation Partners, придумал и запатентовал «blended winglet» — сопряжённое крылышко, которое плавно загибается вверх по дуге большого радиуса и имеет большое относительное удлинение. Первое же применение крылышек новой конструкции для модернизации делового самолёта Gulfstream II в 1991 г. позволило сократить расход топлива на 7 %. Столь масштабная экономия за счёт модернизации оказалась беспрецедентной в истории авиации, если не считать переделки всего самолёта или ремоторизации.
Из серийно выпускающихся или выпускавшихся российских и советских самолётов аэродинамические законцовки имеют самолёты Су-80, Ту-204/214, Ту-334, Ил-96 и украинские Ан-158 и Ан-178. Также крылышки на законцовках предполагалось использовать в проекте самолётов Як-44 и Ил-106. В 1986 году был создан вариант Xian Y-7 (китайская разновидность Ан-24) с аэродинамическими законцовками. Также китайцы применяют совершенно оригинальные винглеты на законцовках Y-5C (Ан-2), состоящие из трёх вертикальных крылышек.
Винглеты являются обязательным требованием аэропорта Лондон-Сити к воздушным судам, поэтому когда в 2016 году ирландская авиакомпания CityJet первая в Европе закупила российские самолёты Superjet SSJ-100, она потребовала от компании «Гражданские самолёты Сухого» модернизировать эту новую модель и сделать горизонтальные винглеты.

## Принцип действия

Сравнение индуктивных вихрей на крыле с традиционной законцовкой и с аэродинамической

Подъёмная сила крыла образуется из-за разности давлений под крылом и над крылом. Из-за разности давлений часть воздуха перетекает через край крыла из области высокого давления снизу в область пониженного давления сверху, образуя при этом концевой вихрь. На образование вихря тратится энергия движения, что приводит к появлению силы индуктивного сопротивления. Концевой вихрь также приводит к перераспределению подъёмной силы по размаху крыла, уменьшая его эффективную площадь и удлинение, и снижая аэродинамическое качество. Установка аэродинамических законцовок помогает добиться оптимальной формы распределения подъёмной силы.
Недостатками использования законцовок крыла являются существенное увеличение влияния на самолёт ветра при взлете и посадке, а также более жёсткая болтанка при полёте в турбулентной атмосфере.

## Гребневые законцовки
Гребневые законцовки представляют собой горизонтальные кончики крыльев, имеющие больший угол стреловидности, нежели основная часть крыла. Основное назначение таких законцовок — повышение топливной экономичности, улучшенные характеристики при наборе высоты, уменьшение длины разбега при взлёте. Гребневые законцовки позволяют уменьшить индуктивное сопротивление крыла. Испытания данных законцовок в НАСА и Боинге показали, что топливная экономичность с такими законцовками составила 5,5 % против 3,5-4,5 %, которые обеспечивали обычные вертикальные законцовки. Гребневые законцовки уже используются на Boeing 767, Boeing 777, Boeing 787, Boeing 747-8 и Airbus A350.

## Галерея
Различные самолёты и планеры, имеющие аэродинамические законцовки крыла:

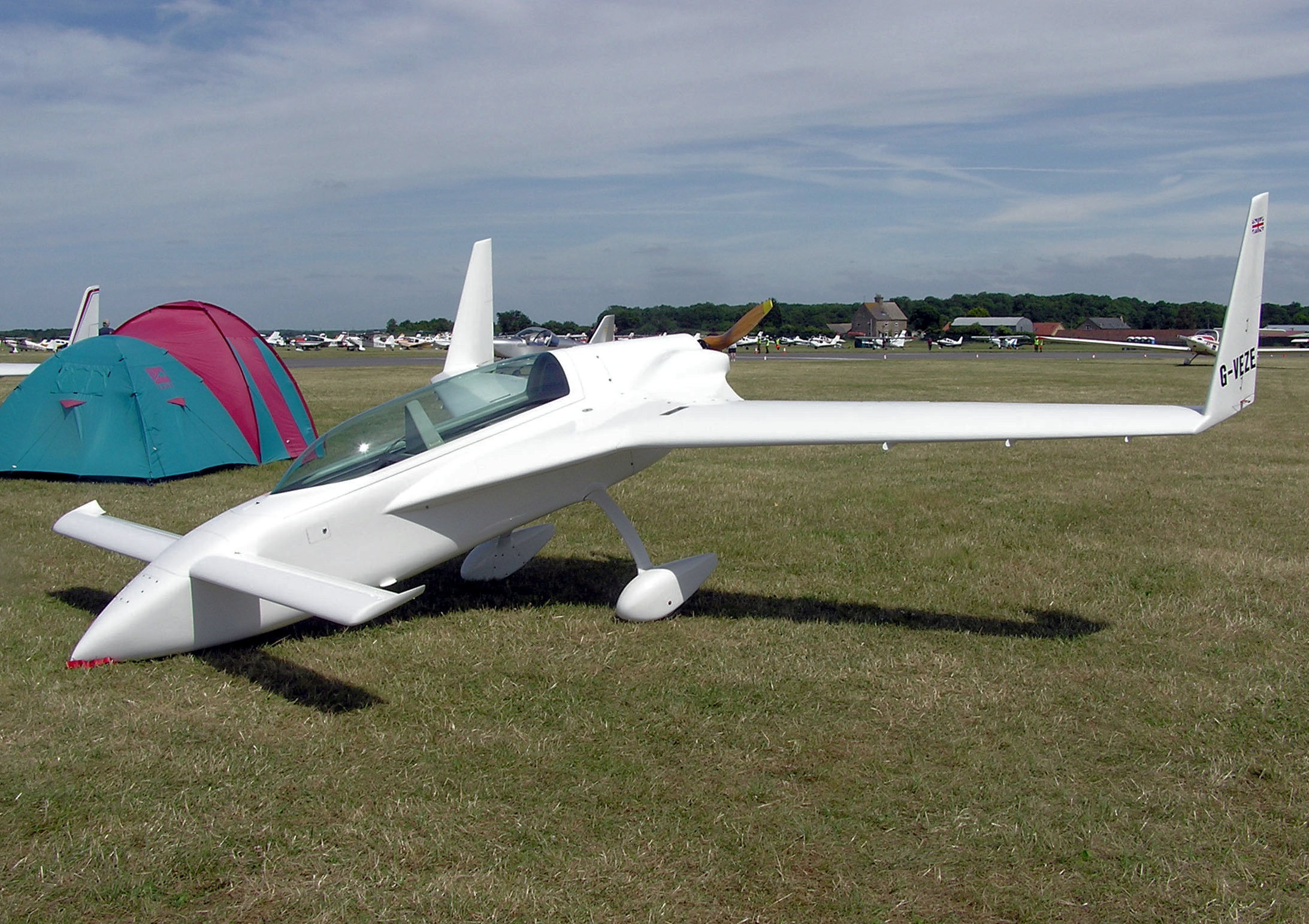
Rutan VariEze, первый самолёт, на котором использованы винглеты (1975 год)
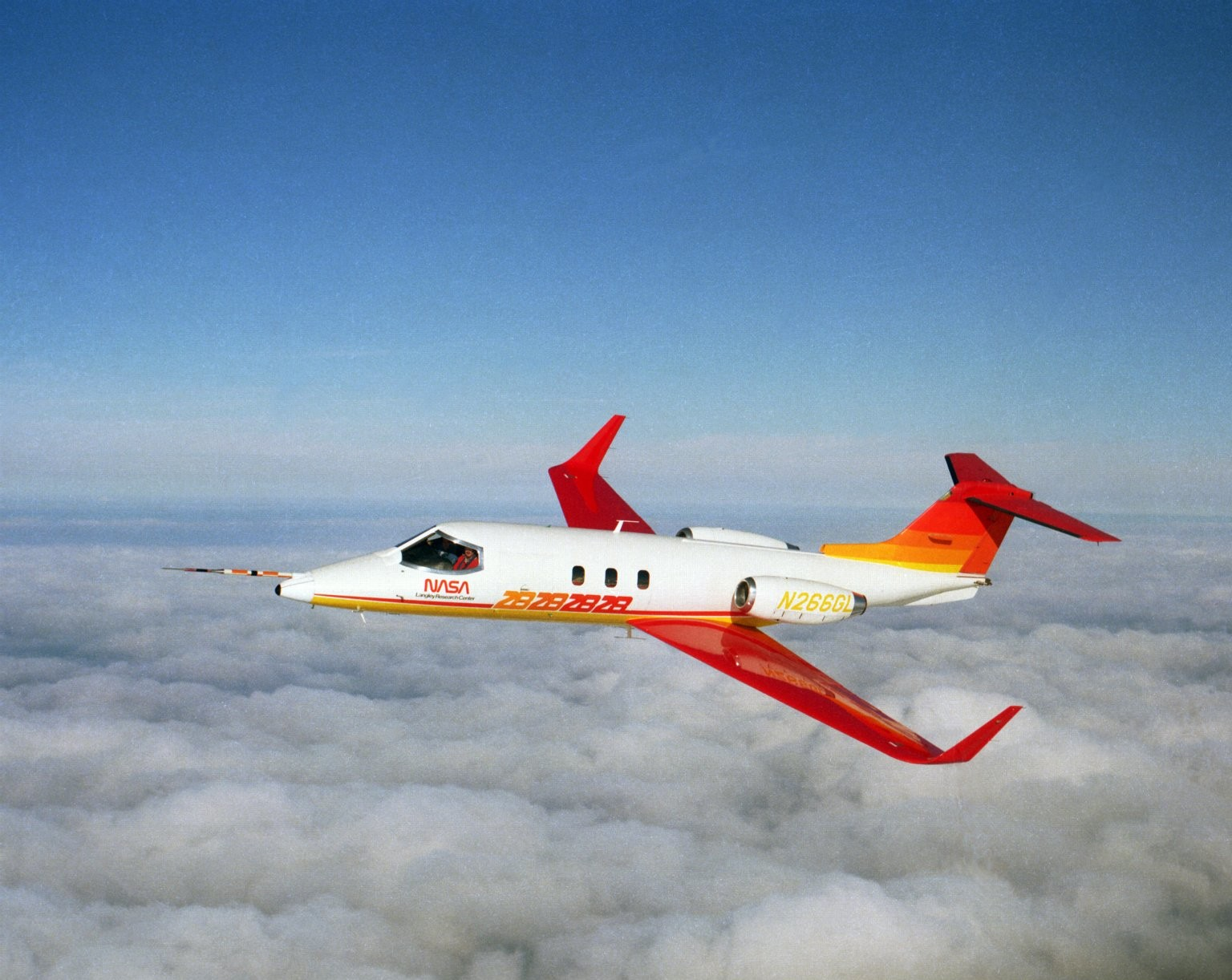
Learjet 28/29
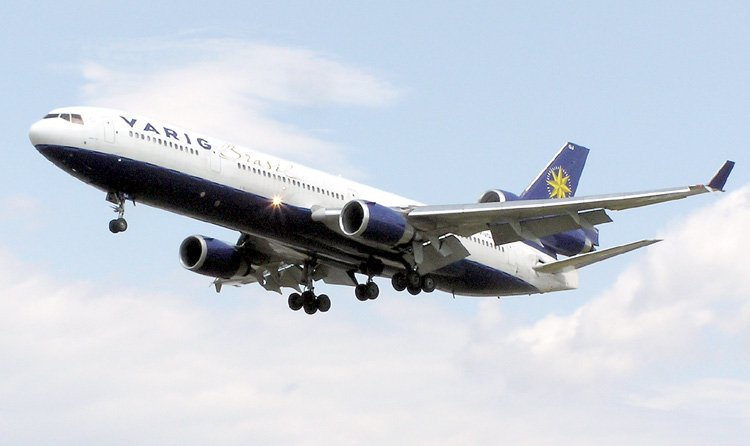
McDonnell Douglas MD-11
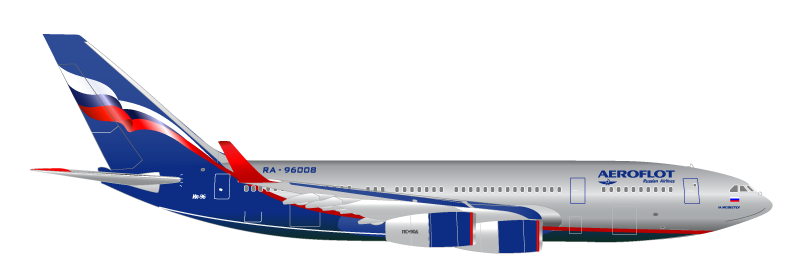
Ил-96
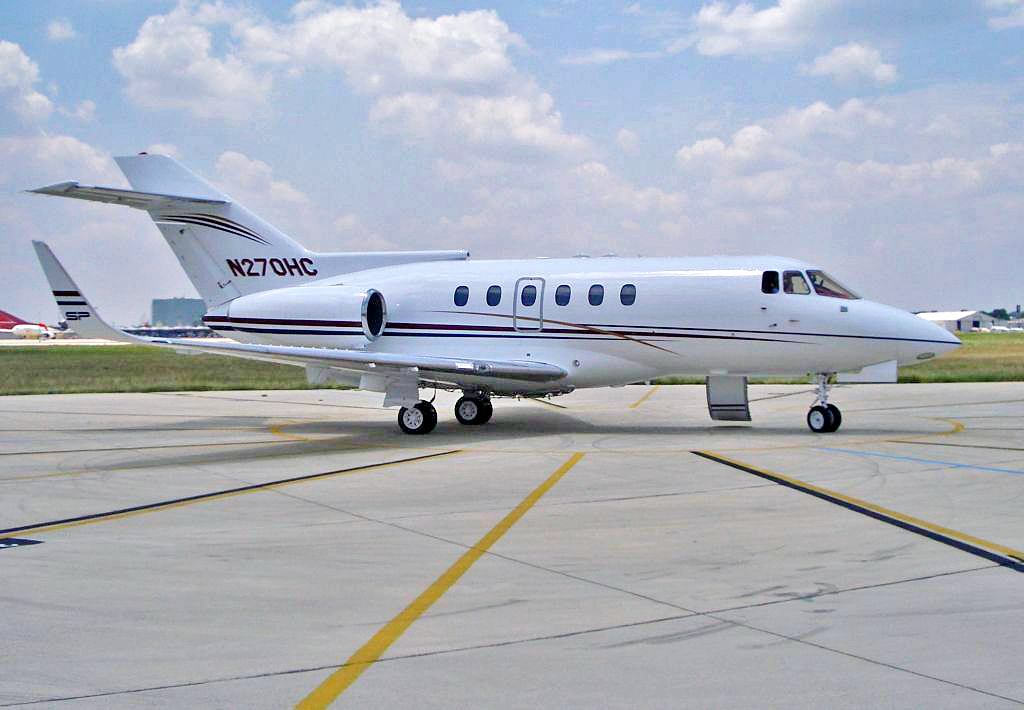
Raytheon Hawker 800 SP
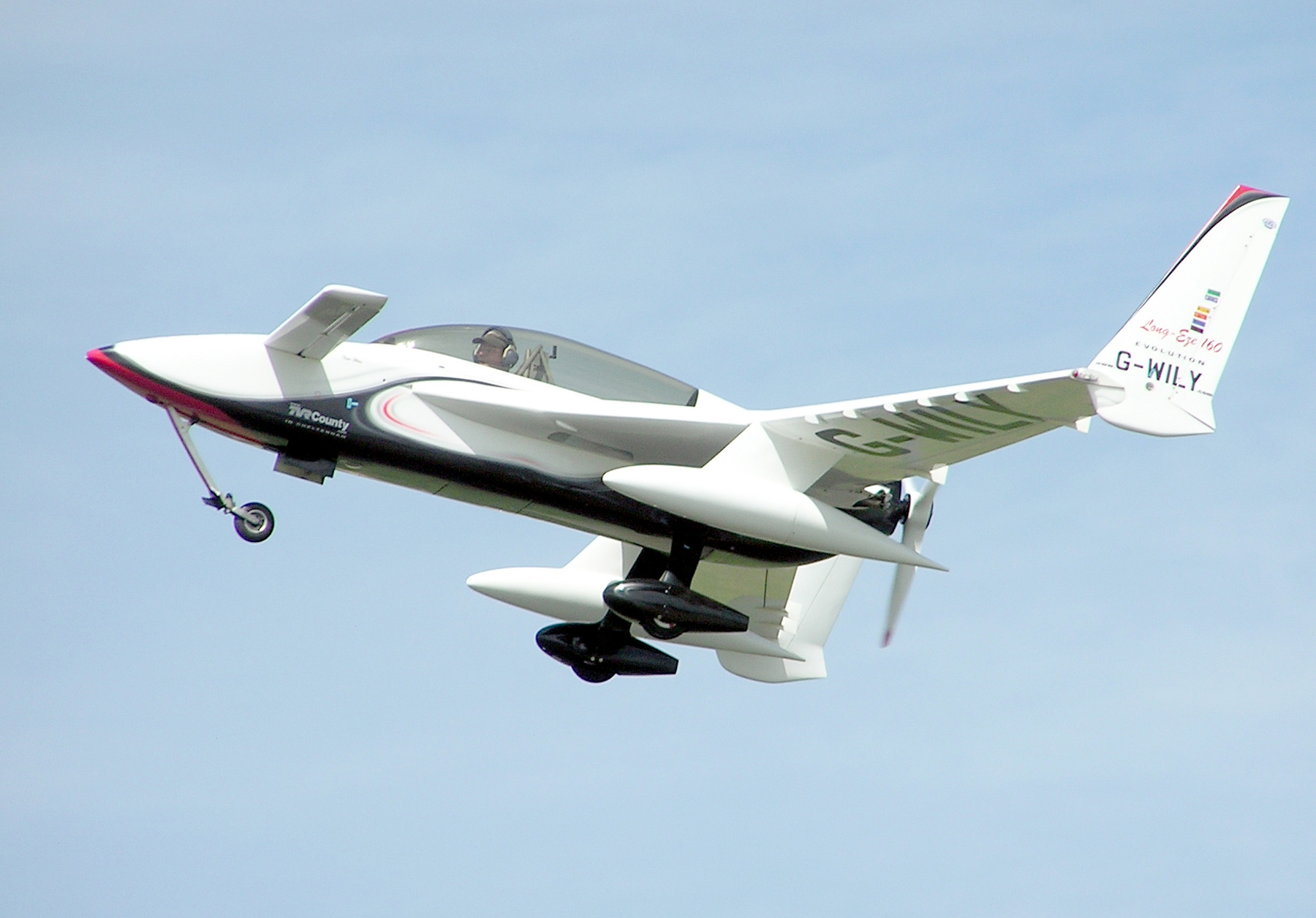
Rutan Long-EZ
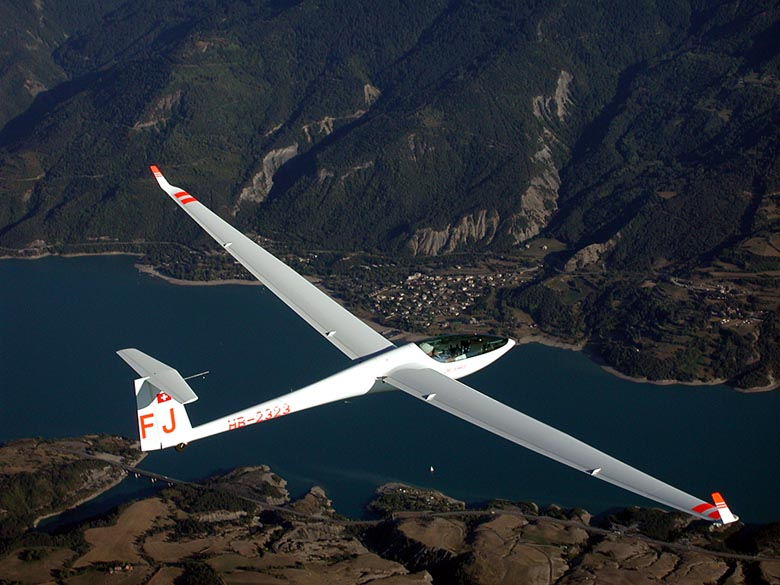
DG Flugzeugbau DG-808
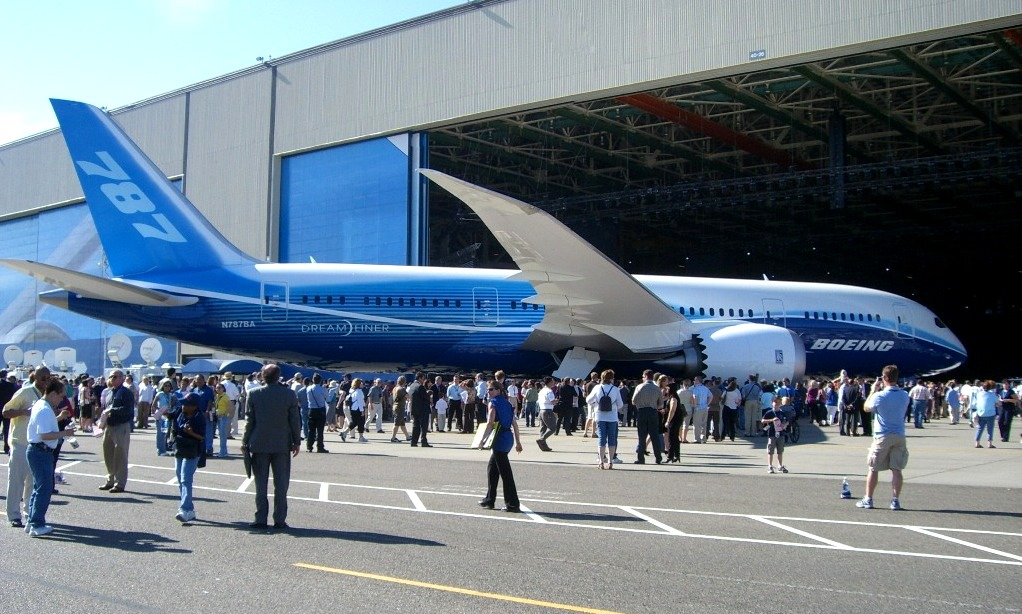
Boeing 787 с гребневыми законцовками.
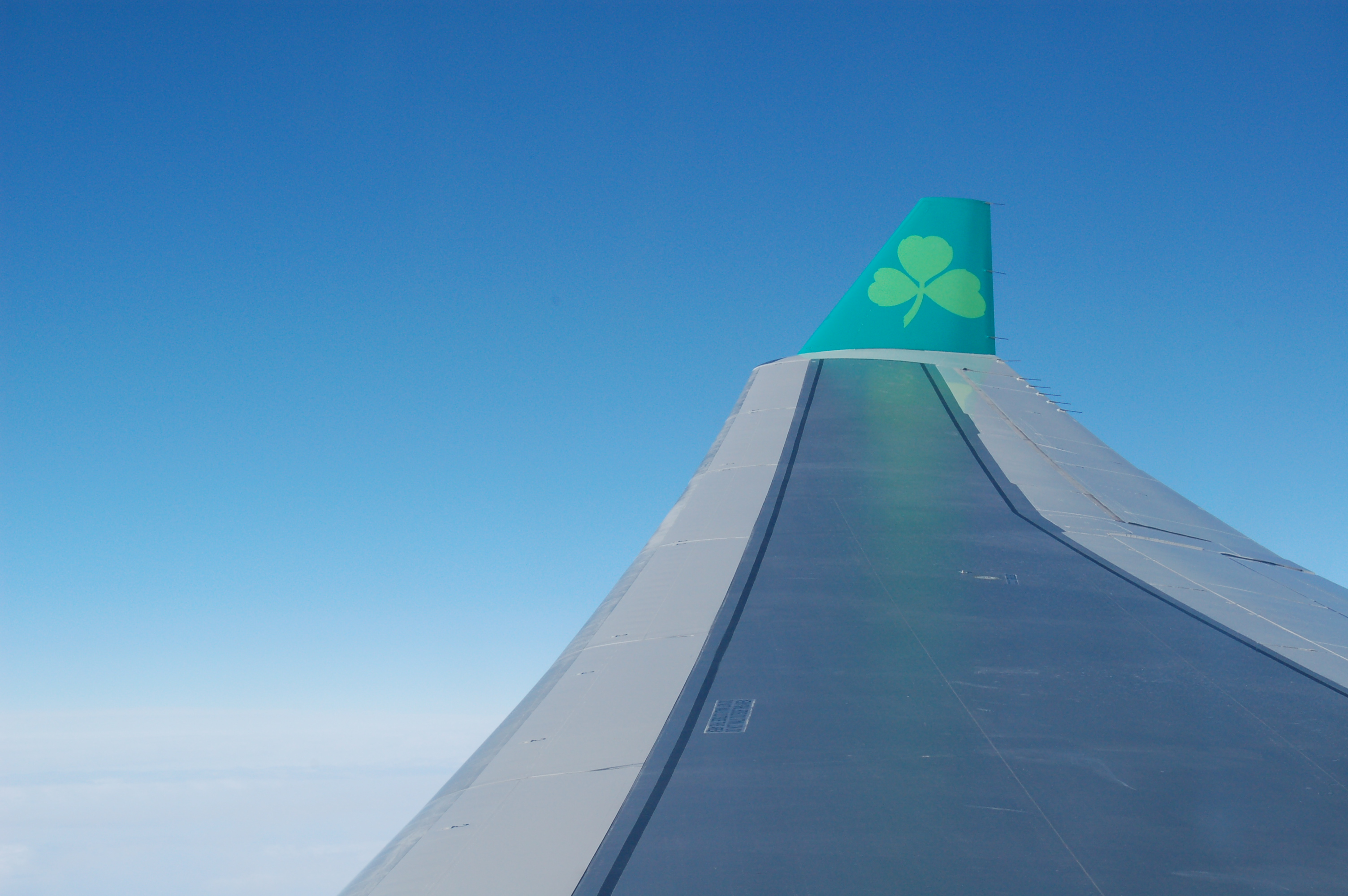
Логотип Aer Lingus на винглете Airbus A330
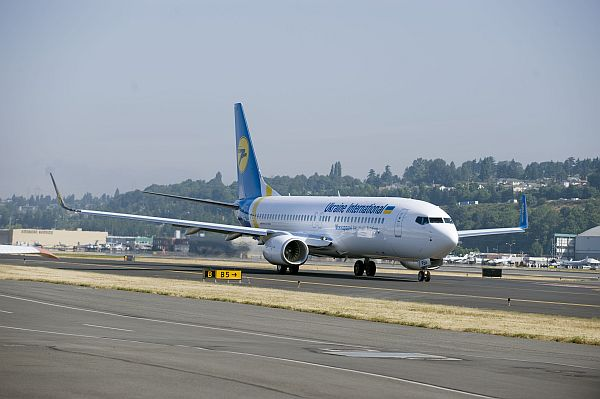
Boeing 737-800
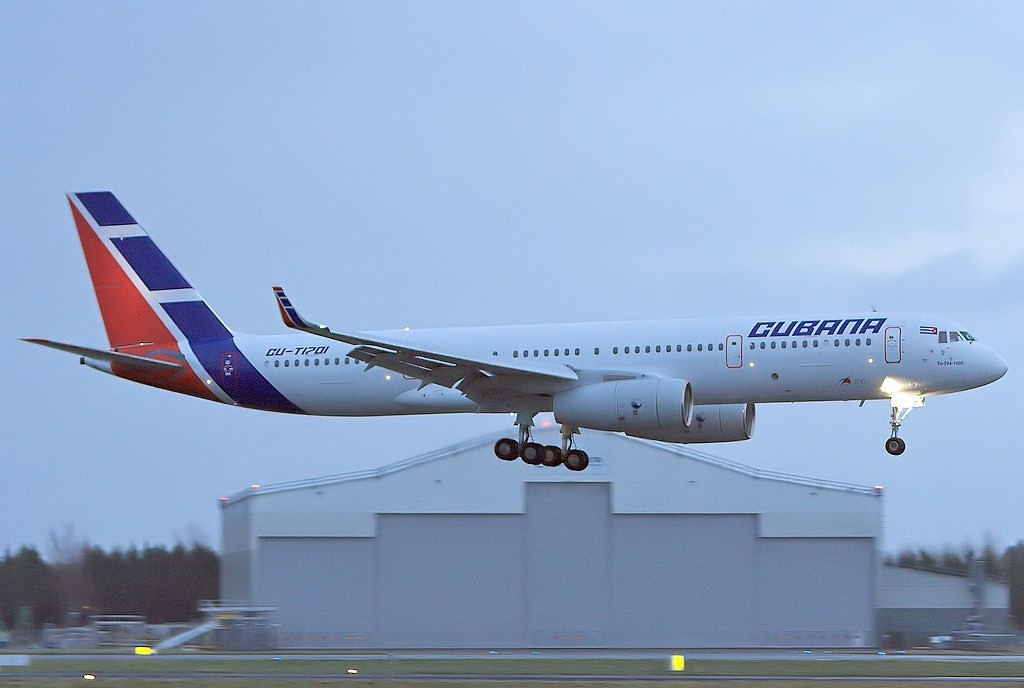
Ту-204
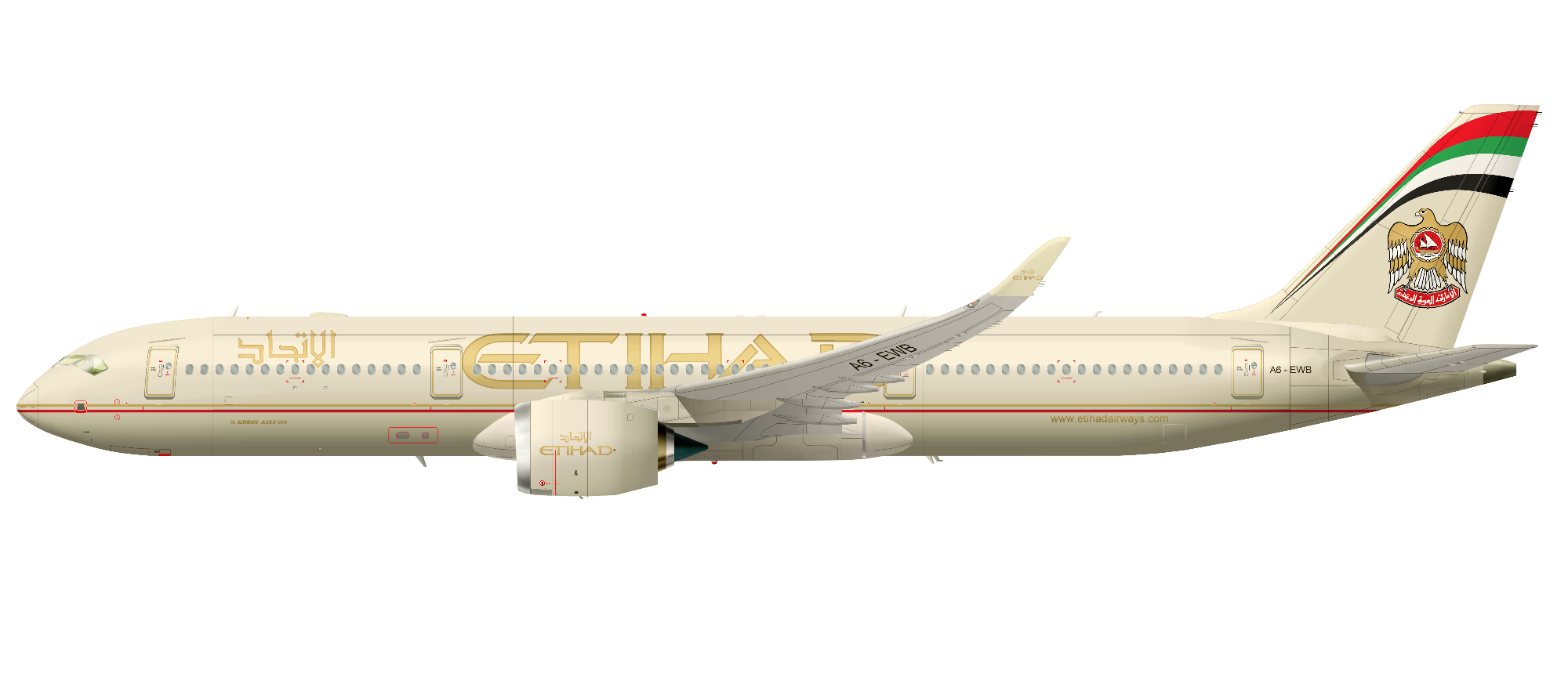
Airbus A350
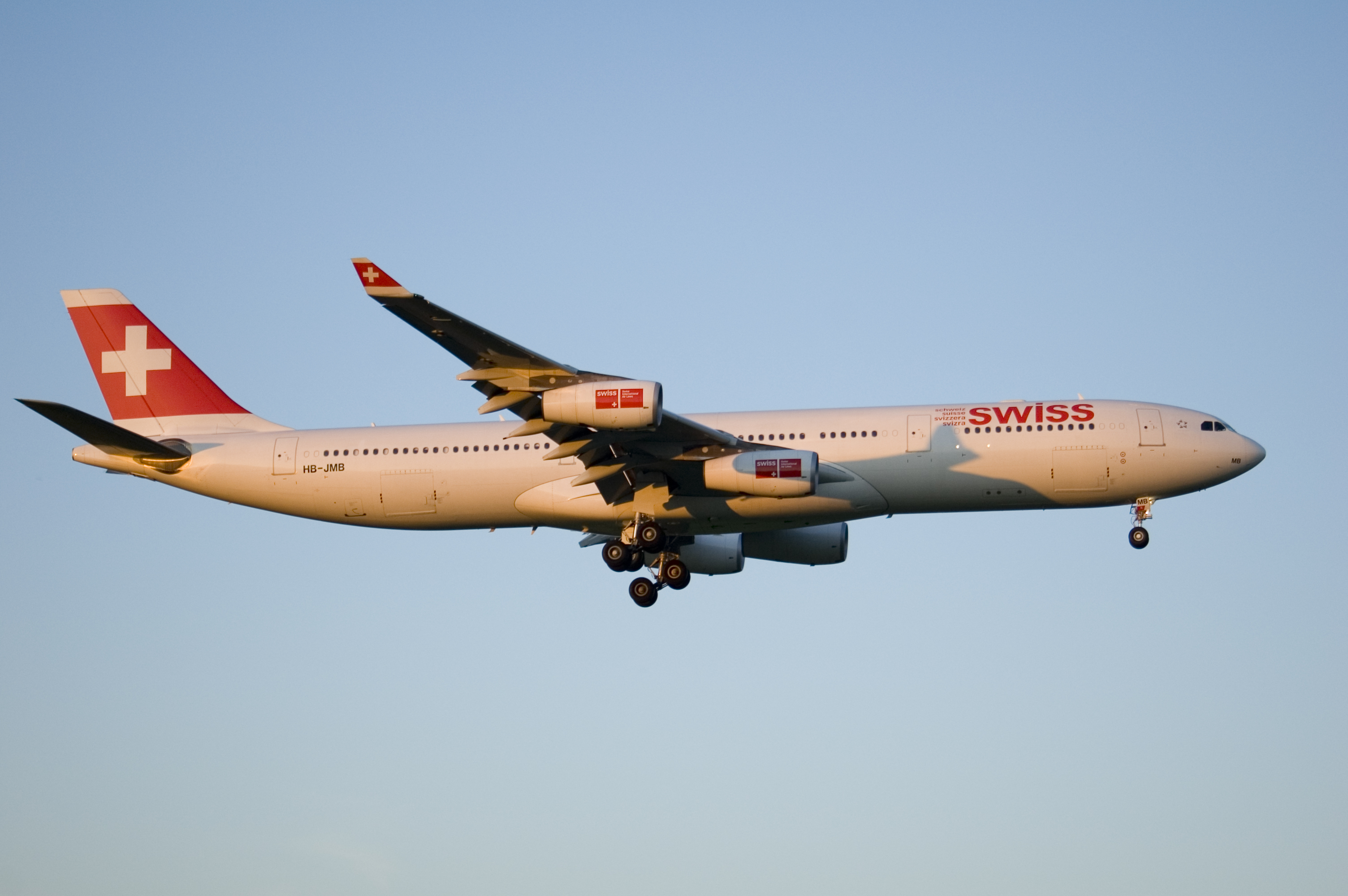
Airbus A340
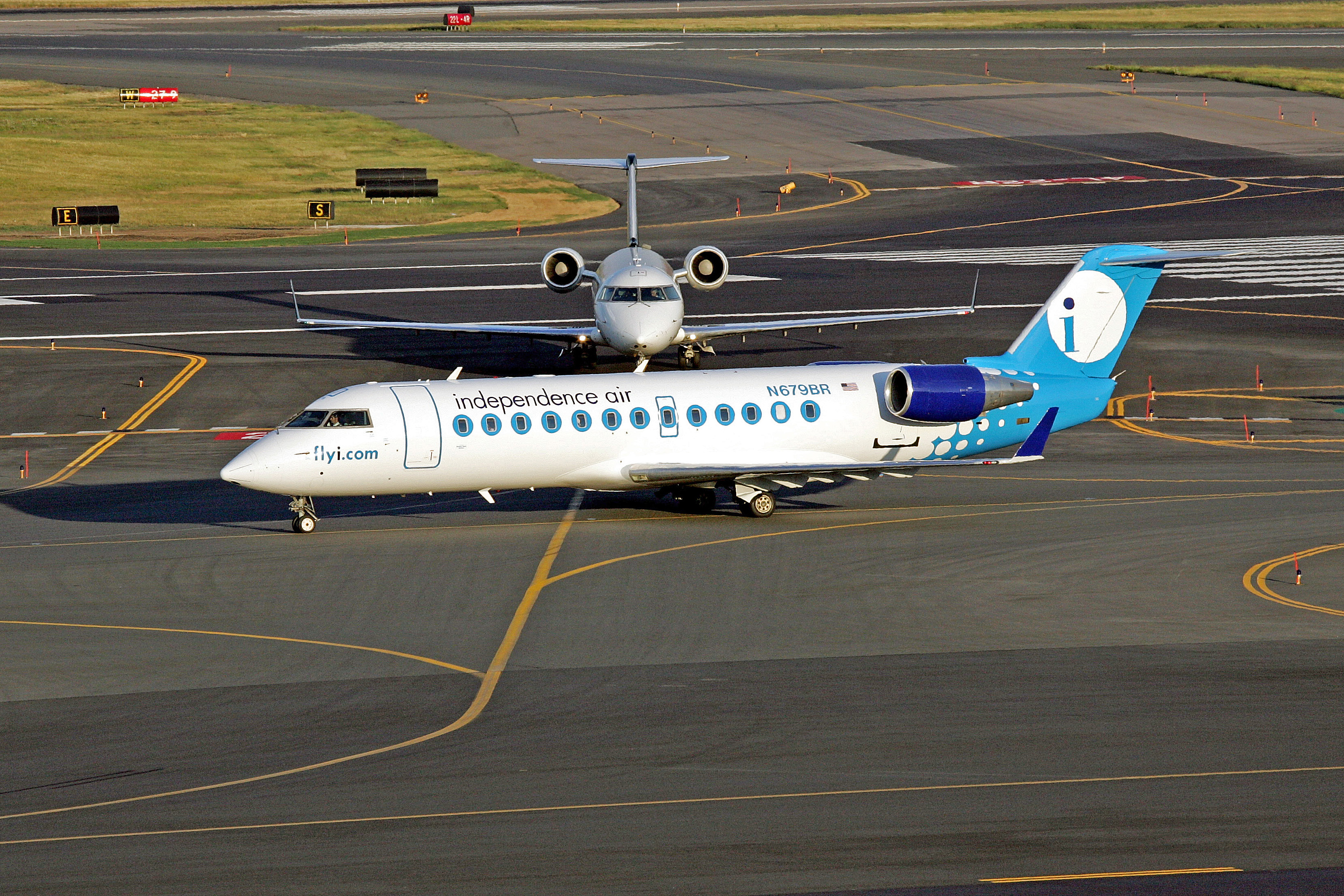
Два Bombardier CRJ-200
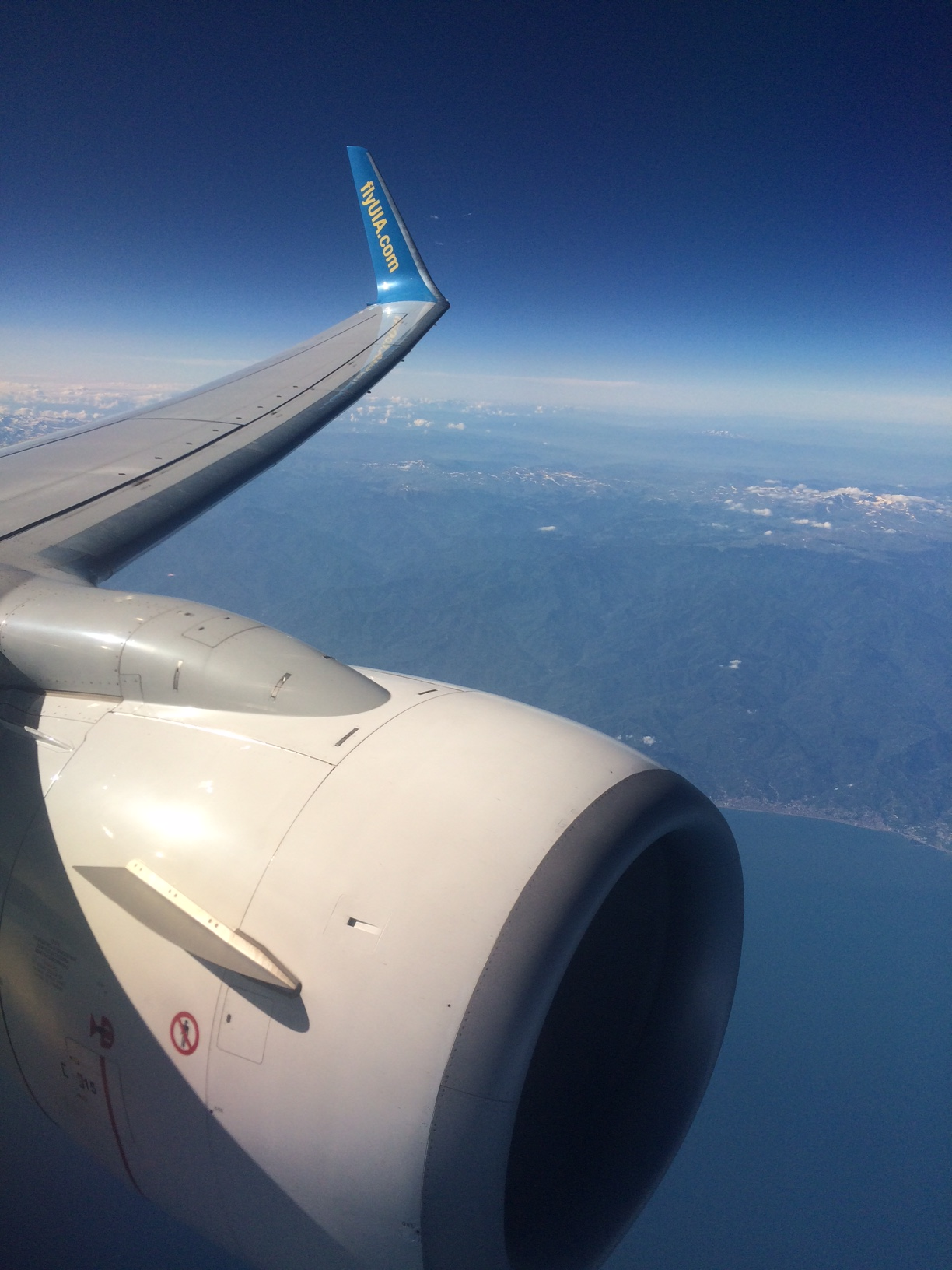
Boeing 737-800
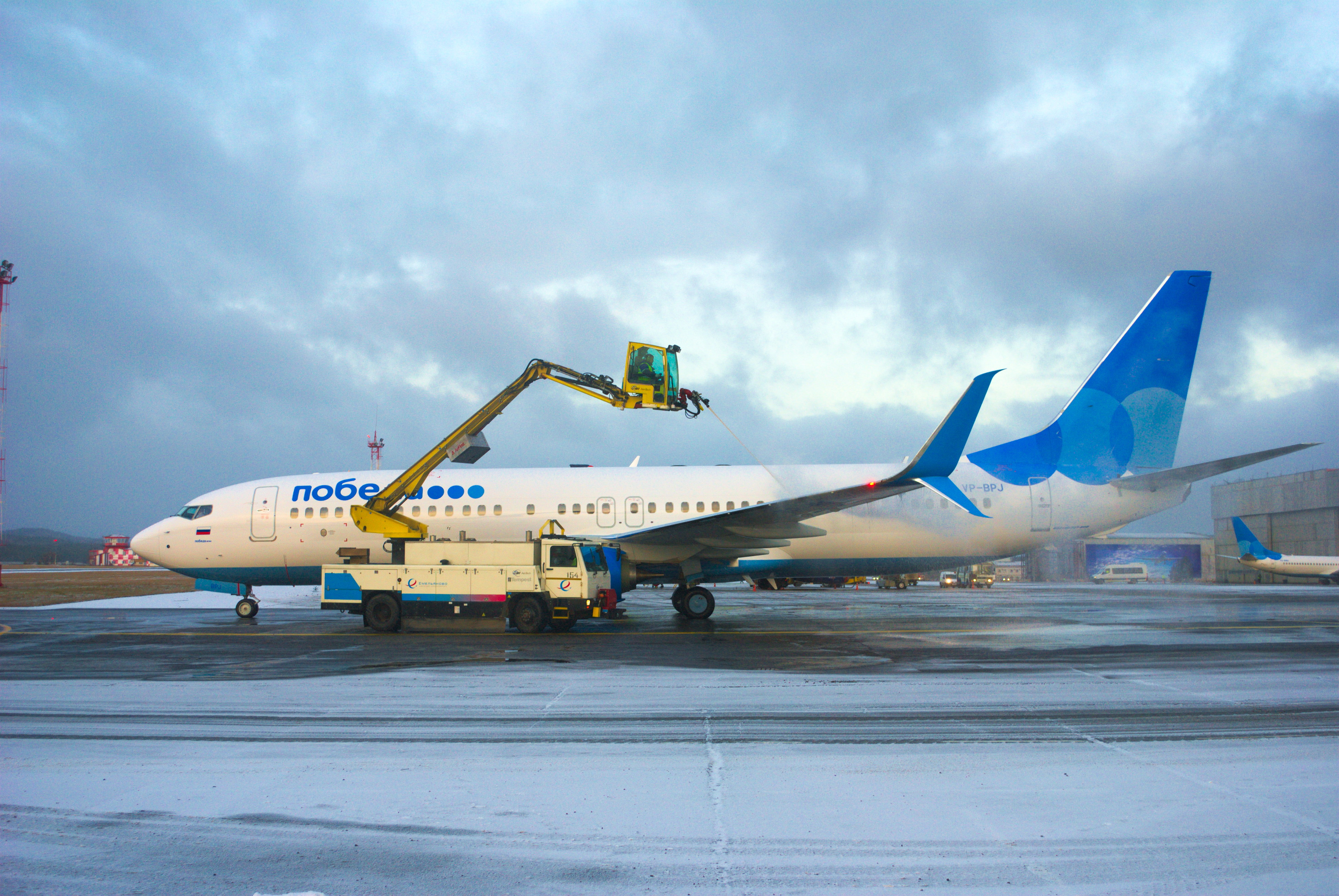
Boeing 737-800 с двухсторонними законцовками крыла Split Scimitar.